# Aegolipton yunnanensis
Aegolipton yunnanensis är en skalbaggsart som beskrevs av Feng och Chen 2007. Aegolipton yunnanensis ingår i släktet Aegolipton och familjen långhorningar. Inga underarter finns listade i Catalogue of Life.